# AN／MPQ-10搜索雷達

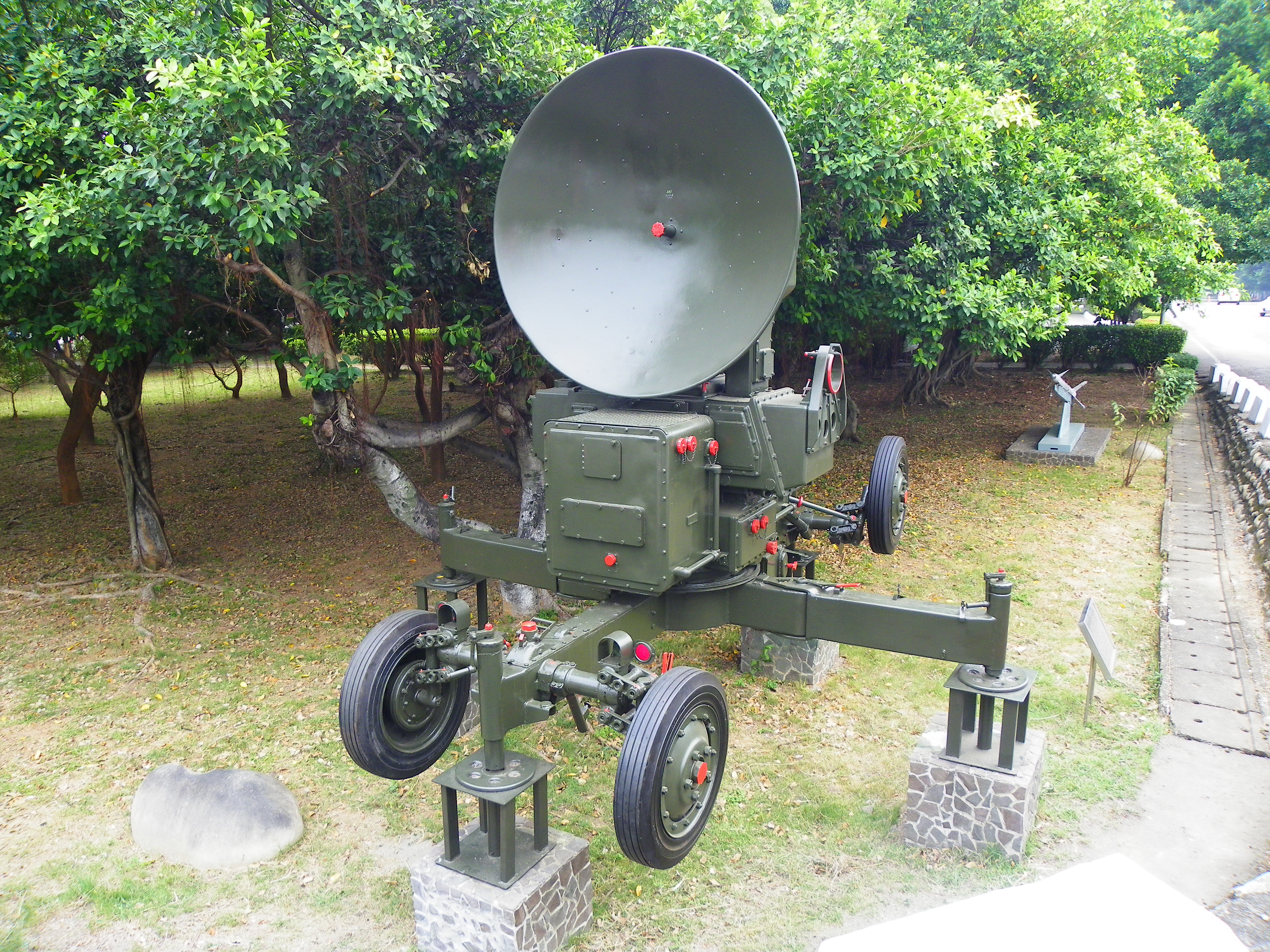
固定於成功嶺展示的陸軍AN MPQ-10高機動搜索雷達

AN／MPQ-10搜索雷達為美國陸軍在第二次世界大戰末期開發的高射炮用搜索雷達，為取代SCR-584射控雷達的裝備，美軍則將它作為反砲兵雷達發展。1951年服役，並在韓戰時使用。在1958年遭到AN/MPQ-4雷達給取代。

## 簡介
在1944年，美國陸軍開始希望將所有野戰高射炮均納入雷達射控裝置指揮，此外，二戰的使用經驗美軍發現SCR-584可以追蹤到炮彈的移動軌跡，使得美軍開始思考如何使用雷達進行反砲兵作戰，史佩里公司陀螺儀部門因此研發了AN／MPQ-10。AN／MPQ-10裝置在波佛斯40公釐高射砲使用的底盤上，可使用車輛拖曳移動，概略來說，此裝備為SCR-584的縮小版，在天線硬體與使用技術上與SCR-584差別不多。雷達使用碟型機械式天線，追蹤採用錐形掃描模式，具面搜索與射控能力。有效搜索距離8公里，最大搜索範圍18公里。目標誤差30公尺。
不過，美軍在使用中認為其掃描技術性能不足，無法滿足軍方需求，MPQ-10在追蹤迫擊砲彈等級的目標需要4-5分鐘以上才能解算完成，且不能從單發炮彈進行解算，需要追蹤多發炮彈才能滿足理想效果，在1958年由雙波束掃描技術的AN/MPQ-4雷達替換。
量產期間，AN／MPQ-10有另一款衍生型：AN／MPQ-10A，兩者的差別在於高度計算機的解算裝置核心，AN／MPQ-10使用的是機械解角器計算機，AN／MPQ-10A使用的是電子式高度計算機。

## 移交中華民國
中華民國陸軍自美援獲此裝備後，編至各40防空炮兵部隊使用，於民國六十二年（1973）除役，後於民國八十四年（1995）由國防大學移交成功嶺，置於軍史公園內供來賓參觀。